# Фредерик I
Фредерик I (на норвежки и на датски: Frederik; на немски: Friedrich) е крал на Дания и Норвегия от 1523 до 1533 г. Любопитно е, че през целия си живот той никога не е посещавал Норвегия и в действителност никога не е бил коронован за крал на Норвегия и по тази причина е изписван „Крал на Дания, Вендите и Готите и избран крал на Норвегия“.

## Произход и ранни години
Фредерик е най-младият син на крал Кристиан I и Доротея Бранденбургска. През 1482 г. получава също като по-големия си брат Йохан Датски титлата херцог на Шлезвиг и Холщайн като двамата трябвало да управляват съвместно, а през 1490 г., при навършване на пълнолетието на Фредерик, се стига до решението херцогството да бъде поделено между двамата.

## Управление
През 1523 г. масовото недоволство срещу Кристиан II довежда до неговата принудителна абдикация и датчаните предлагат трона на Фредерик. Получил трона с помощта на датската аристокрация, Фредерик I предоставя много привилегии на благородниците, с което до голяма степен отслабва кралската власт. Няма данни, че новият крал се научава да говори датски. По-голямата част от времето си той продължава да прекарва в замъка си Готорп в Германия. Там и умира на 10 април 1533 г.

## Семейство
Фредерик I има два брака. Първият брак е сключен на 10 април 1502 г. с Анна фон Бранденбург, дъщеря на Йохан Цицерон. Децата от този брак са:
- Кристиан III, крал на Дания и Норвегия;
- Доротея Датска.

Първата му съпруга умира на 26-годишна възраст през 1514 г. и няколко години по-късно, на 9 октомври 1518 г., Фредерик I се жени повторно за София Померанска, от която има шест деца.